# Creu de Ca n'Eloi
La Creu de Ca n'Eloi, també escrit Creu de Ca n'Aloy, és una creu de terme de Casserres (Berguedà) situada a la cruïlla de la carretera BV-4131 amb el trencall de Ca n'Eloi, al límit amb el terme d'Espunyola.
La creu de terme original fou destruïda el 1936, durant la Guerra Civil, i posteriorment es reconstruí amb una creu de ferro situada damunt una gran placa de pedra sorrenca o codina, característica de la zona. Fa 2,70 metres d'alçada i 1,25 metres d'amplada. Està fixada damunt una base de pedra local de dos cossos, l'inferior més ample que el superior, de secció circular d'1,43 metres d'alçada.